# Autostrada A620 (Franța)
Centura orașului Toulouse este un inel de drumuri rapide urbane lung de 35 km, în înregime cu 2 × 3 benzi în orașul Toulouse. Din punct de vedere al denumirii sale, este formată din două ramuri care leagă autostrada A61 de autostrada A62: una trece la sud și vest de oraș (A620, fostul inel ocolitor vestic), iar cealaltă la est (A62-A61, fostul inel ocolitor estic). Aceste două ramuri sunt conectate prin bretele care permit continuitatea circulației.
Inelul interior (pe care centrul orașului Toulouse se află pe partea dreaptă în timpul deplasării) este numit centura interioară. Inelul exterior (pe care suburbia orașului se află pe partea dreaptă în timpul deplasării) este numit centura exterioară. Astfel, nu ramura (est sau vest) definește natura centurii, ci sensul de circulație. În scopuri de semnalizare, a fost creat un logo specific pentru semnalizarea ieșirilor care permit accesul pe centură: acesta face referire la sensurile de circulație (centura exterioară sau interioară).
Pe întreaga centură, viteza este limitată la 90 km/h pentru autoturisme și 80 km/h pentru camioanele de peste 3,5 t. Joncțiunile dintre diferitele sectoare ale centurii pot avea limite de viteză mai mici.

## Istoric
Inițial limitată la 110 km/h pentru autoturisme și 90 km/h pentru camioane, viteza vehiculelor a fost redusă cu 20 km/h în timpul verii anului 2006: metropola și prefectura, împreună cu observatorul aerului din Midi-Pyrénées, au implementat o limitare a vitezei pentru a reduce emisiile de gaze de eșapament și particulele poluante produse de vehicule. Prelungită pentru vara anului 2007, această decizie a fost în cele din urmă transformată într-o limitare permanentă la 4 octombrie 2007.

## Terminologie
Centura orașului Toulouse este formată din două carosabile separate și concentrice. Centura interioară este carosabilul cel mai aproape de centrul orașului, unde, datorită circulației pe partea dreaptă pe drumurile din Franța, vehiculele se deplasează în sensul acelor de ceasornic. În schimb, centura exterioară este carosabilul cel mai îndepărtat de centrul orașului — deci cel mai aproape de orașele periferice — unde circulația are loc în sens trigonometric (sens invers acelor de ceasornic).
Pentru administrare, centura orașului Toulouse este împărțită în secțiuni: autostrăzi concesionate (A61/A62) și neconcesionate (A620).
Deși, din punct de vedere tehnic, este vorba despre o centură, termenul de „rocadă” este încă folosit ocazional.

## Centura de Vest:autostrada franceză A620

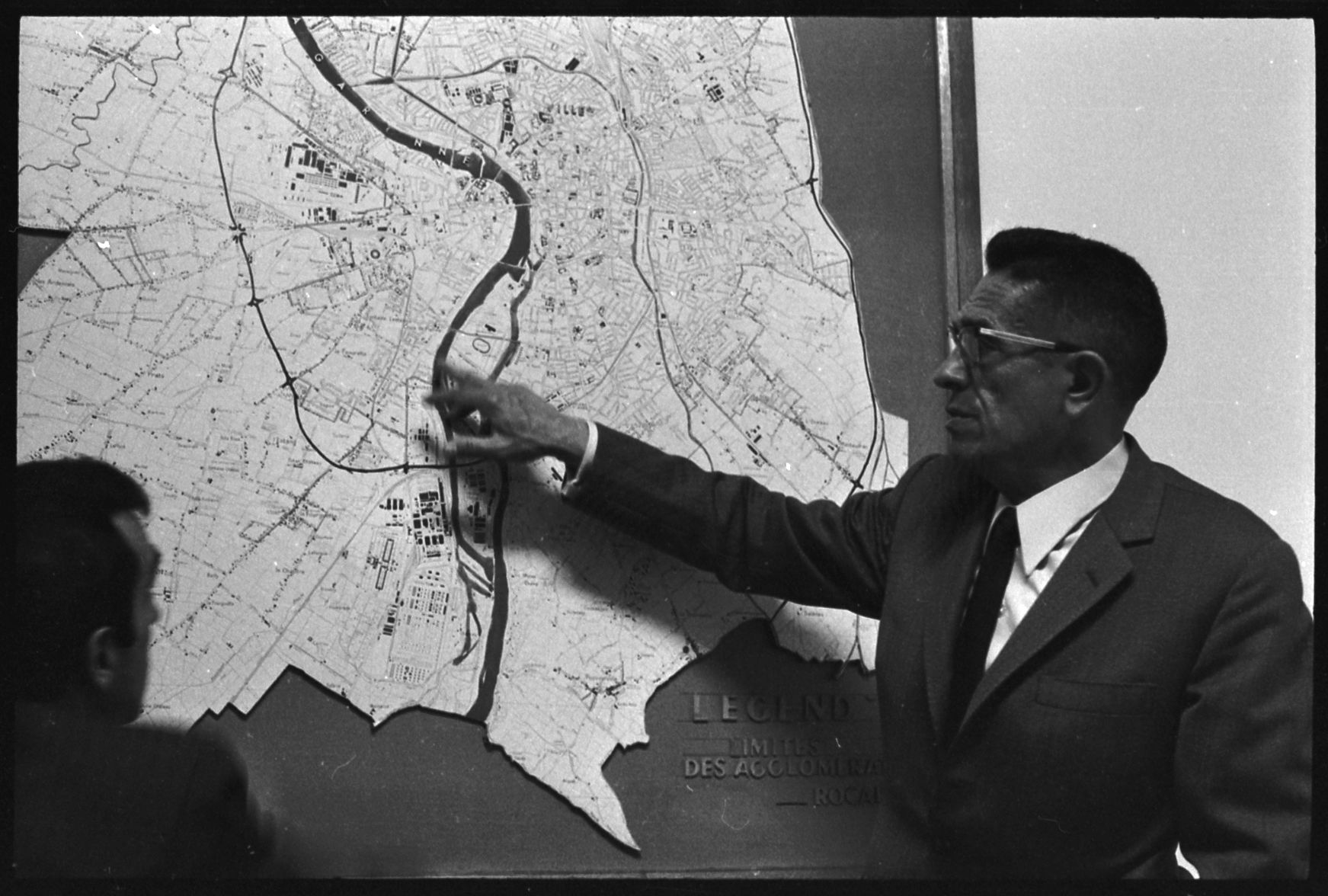
Hartă a drumurilor rapide la vest de Toulouse în 1969.

Centura de vest (numită și autostrada franceză A620), anterior denumită A614, este de fapt un drum expres urban care leagă A61 de A62, ocolind orașul pe partea de vest. Spre deosebire de centura estică, mai recentă și, prin urmare, mai îndepărtată de oraș, centura de vest traversează zona urbană. Este, de fapt, o succesiune de drumuri rapide amenajate începând cu anii 1970, apoi interconectate pentru a forma o rocadă care evită Toulouse. Secțiunea dintre A61 și A64 este uneori supranumită centura de sud.
Construirea secțiunii dintre ieșirile actuale 20 și 24 din ZUP Rangueil, recent densificată, întâmpină la acea vreme o opoziție locală puternică, după cum o dovedește astăzi traseul său sinuos, realizat în tranșee, și extinderea sa dificilă și întârziată la 2 x 3 benzi. La acea vreme, 150 de proprietari și 1000 de persoane sunt afectate. Proiectul provoacă o puternică opoziție între Pierre Baudis (primarul orașului de atunci), împotriva proiectului, și Ministerul Echipamentului, în favoarea proiectului. În urma opoziției locale, parcul Sacré-Cœur, actualul parc public des Roseaux, este salvat, deși redus, cu ajutorul unei acoperiri, un caz unic la Toulouse. Un nod rutier cu bulevardul Rangueil, deși trece deasupra drumului rapid, este de asemenea anulat.
Abia în 1995 traseul complet a fost finalizat, datorită eliminării ultimului sens giratoriu de pe Drumul Național 20, în fața uzinei AZF, și punerii în funcțiune a podului ONIA (fostul nume al uzinei AZF) și a nodului rutier dintre A64 și A620.
Centura de vest are două benzi pe sens, fiecare cu câte trei benzi sau mai mult, cu excepția unei scurte secțiuni, la racordurile cu centura de est în nordul orașului Toulouse (2 x 2 benzi) și în sud (1 x 1 bandă pe centura interioară, 1 x 2 benzi pe centura exterioară). Zona Palays, care corespunde capătului celor două tronsoane la sud de Toulouse, la nivelul barierei de taxare, a fost restructurată prin instalarea mai multor pasarele pentru a îmbunătăți circulația. Potrivit producătorului de GPS TomTom, această autostradă, cu o medie zilnică de 23,6 km de blocaje, este al 3-lea cel mai aglomerat drum din Europa și primul la nivel național.

## Traseu
| De la A61 la A62; secțiune gratuită, neconcesionată, administrată de DIR Sud-Ouest. | |                    |
| A61 E9 E80                                                                          | |                    |
| Intersecție                                                                         | Nod rutier între A61 și A620: Barcelona, Montpellier, Carcassonne, Foix, A62 (Paris, Bordeaux), A68 (Albi), Toulouse-Montaudran.                                  | A61 A62 A68 E9 E80 |
| 19 - Le Palays                                                                      | Orașe deservite: Carcassonne, Ramonville-Saint-Agne, Castanet-Tolosan, Labège, Parc d'Activités du Canal, Parc d'Activités du Palays, Parc Relais Métro Toulouse. | A623 M916          |
| A620 E80                                                                            | |                    |
| 20 - Complexe Scientifique                                                          | Zone deservite: Complexe Scientifique de Rangueil, Toulouse Aerospace.                                                                                            |                    |
| 21 - Pont des Demoiselles                                                           | Zone deservite: Gara Toulouse-Matabiau, Autogara Toulouse, Toulouse-Les Demoiselles (nod rutier parțial).                                                         |                    |
| 23a - Le Busca                                                                      | Cartiere deservite: Centrul spitalicesc Rangueil, Rangueil, Pech David, Universitatea Paul Sabatier.                                                              | M813               |
| 23b - Rangueil                                                                      | Cartiere deservite: Le Busca, Stadium, Parc des Expositions | M813               |
|                                                                                     | Limitare la 90 km/h (sens Bordeaux > Narbonne). |                    |
| 24 - Empalot                                                                        | Cartiere deservite: Toulouse-centru, Empalot | M4                 |
| 25 - Langlade                                                                       | Cartiere deservite: Langlade, Centrul spitalicesc Oncopole (nod rutier parțial)                                                                                   | M120               |
| Intersecție                                                                         | Nod rutier între A64 și A620: San Sebastián, Tarbes, Lourdes, Foix, Centrul spitalicesc Oncopole.                                                                 | A64 E80            |
| A620 E80                                                                            | |                    |
| 26 - La Faourette                                                                   | Cartiere deservite: La Faourette, Parc Relais Métro Toulouse |                    |
| 27 - La Cépière                                                                     | Cartiere deservite: La Cépière, Hippodrome, Parc Relais Métro Toulouse                                                                                            |                    |
|                                                                                     | Limitare la 90 km/h (sens Bordeaux > Narbonne). |                    |
|                                                                                     | Zonă de servicii: Station-service (în ambele sensuri). |                    |
| Intersecție                                                                         | Nod rutier între A624 și A620: Auch, Aeroportul Toulouse–Blagnac.                                                                                                 | A624               |
| 29 - Purpan                                                                         | Cartiere deservite: Purpan, Centrul spitalicesc Purpan, Parc Relais Zénith (nod rutier parțial)                                                                   | M2                 |
|                                                                                     | Limitare la 90 km/h (sens Narbonne > Bordeaux). |                    |
| 30 - Ponts Jumeaux                                                                  | Cartiere deservite: Toulouse-centru, Ponts Jumeaux | M1                 |
| Intersecție                                                                         | Nod rutier între A621 și A620: 31/31a Auch, Aeroportul Toulouse–Blagnac.                                                                                          | A621               |
| 31b - Les Minimes                                                                   | Cartiere deservite: Les Minimes, Parc Relais Métro Toulouse (nod rutier parțial)                                                                                  | M1                 |
|                                                                                     | Limitare la 90 km/h (sens Bordeaux > Narbonne). |                    |
| 33/33a - Sesquières                                                                 | Orașe deservite: Agen, Montauban, Castelginest, Aucamville. Cartiere deservite: Sesquières, Lalande                                                               | M820               |
| 33b - Sesquières                                                                    | Cartier deservit: Lalande (nod rutier parțial) | M820               |
| A620 E72                                                                            | |                    |
| Intersecție                                                                         | Nod rutier între A62 și A620: Paris, Bordeaux, A61 Montpellier, A68 Albi, Toulouse-Croix-Daurade.                                                                 | A62 A61 A68 E9 E72 |
| A62 E9 E72                                                                          | |                    |